# حرب الإيسر والفانير

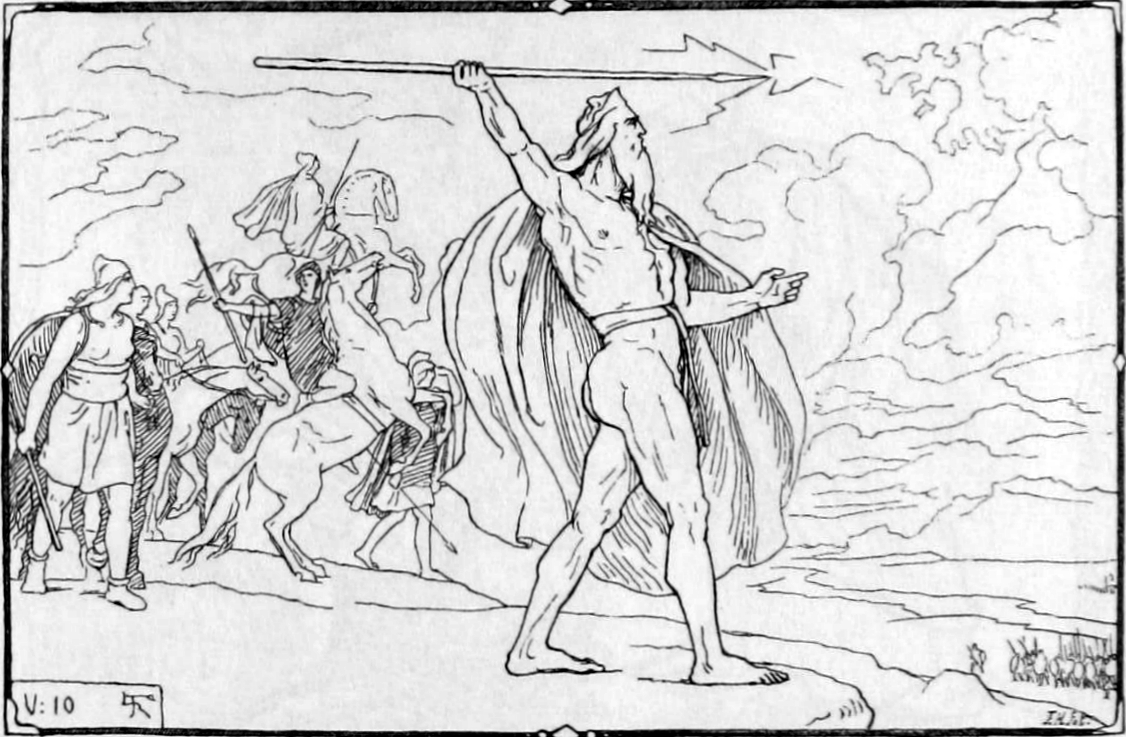

في الميثولوجيا الإسكندنافية، كانت حرب الإيسر والفانير صراعًا بين مجموعتين من الآلهة، انتهى بتوحد الإيسر والفانير في بانثيون واحد. كانت هذه الحرب حدثًا مهمًّا في الأساطير الشمالية، ولم تزل إسقاطات هذه القصة على أحداث تاريخية معينة مسألة محل نقاش وجدال بين العلماء.
تظهر معلومات متناثرة عن الحرب في المصادر التي بين أيدينا، ومنها قصية فولوبسا، وهي قصيدة جمعت في كتاب أشعار الإيدا في القرن الثالث عشر من مصادر تقليدية أقدم، وفي كتاب سكالدسكابارمال من بروس إيدا، الذي كتبه في القرن الثالث عشر سنوري سترلسن، وفي ينغلينغا ساغا من كتاب هيمسكرينغلا، الذي كتبه أيضًا سنوري سترلسن في القرن الثالث عشر، وهي مروية في هذا المصدر الأخير كحدث تاريخي.

## شهادات

### أشعار الإيدا
في ستانزتين من الفولوسبا، روت الحرب فولفا (كانت تشير إلى نفسها بضمير الغائب) وكان الإله أودين يسألها أسئلة. ولكن الحرب مروية بغموض فيها، وليس من المقطوع به أن الرواية عن حرب بين الإيسر والفانير. في أول الستانزتين، تقول الفولفا إنها تتذكر أول حرب جرت في العالم، عندما كان غولفيغ مطعونًا بالرماح ثم احترقت ثلاث مرات في إحدى قاعات أوين، ولكن غولفيغ انبعثت ثلاث مرات.

ترجمة عن هنري أدامز بيلوز:
الحرب التي أذكرها، أول حرب في العالم،
عندما طعن إله الرماح غولفيغَ،
وفي قاعة هور حرقها،
فاحترقت مرات ثلاثا، وانبعثت مرات ثلاثا،

مرة بعد مرة، لم تزل غولفيغ حية.
في الستانزة الثانية، تقول الفولفا إنهم سموا غولفيغ هايدي (وتعني المضيئة، أو اللامعة، أو الشرف) عندما كانت تزور المنازل، وأنها كانت فولفا حكيمة، وكانت تفعل السحر. كانت هايدي تمارس السحر (سيفر) عندما تستطيع، وكانت تفعله وهي منتشية، وكانت دائمًا المفضلة عند النساء الآثمات:

ترجمة عن هنري أدامز بيلوز:
سماها الذين زارت بيوتهم هيث،
الساحرة البصيرة، صاحبة السحر الذكي،
كانت تسحر العقول فتحركها بسحرها،

وكانت متعةً للنساء الشريرات.
في ستانزتين أخريين متأخرتين، تقول الفولفا لأوين أن كل القوى ذهبت إلى مفاعد الحساب وتناقشت إذا كان على إيسر أن يدفع إتاوة أو أن على كل الآلهة أن تدفعها، ثم روت الفولفا آخر ما تعرفه عن الأحداث المحيطة بالحرب. هاتان الستانزتان غير واضحتين، لا سيما النصف الثاني من الستانزة الأولى، ولكن المعركة يبدو أنها شبّت بسبب دخول غولفيغ وسط الإيسر. تروي الستانزة الأولى عن صعوبة في الوصول إلى هدنة، أدت هذه الصعوبة إلى حرب ضروس وُصفت في الستانزة الثانية. ولكن الإشارة إلى «كل الآلهة» في رأي ليندو، تدل على حركة نحو مجتمع يضم الإيسر والفانير كلاهما. في ترجمته للقصيدة، يبدل بيلوز ترتيب الستانزتين الأوليين، ويقول إن «هذه الستانزة والستانزة الرابعة والعشرين (أي الأولى والثانية)، قد بدلت ترتيبهما عما كان عليه في المخطوطات، لأن الأولى تصف المعركة وانتصار الوينيين (الفانير)، ثم يعقد الآلهة مجمعًا ليقرروا هل يدفعون الإتاوة للمنتصرين فيقروهم على حكمهم، وهو ما حدث في النهاية، وحصل الجميع على حقوق متساوية في العبادة». تشير أورسولا درونك إلى تلاعب في الألفاظ في كل معاني كلمة غيلدي والصفة منها غيلدر، وهو ما يدل على المشكلة الأصلية في هل سيتخلي الإيسر عن حق اختصاصهم بالقرابيت البشرية ويدخلون في الفانير الذين كانوا شائعين وقتها، ولكنهم لم يفعلوا هذا، فهاجموا من جديد.